# 純情羅曼史
《純情羅曼史》是一部由漫畫家中村春菊所繪的BL漫畫，後來被改編為廣播劇、小說、電視動畫以及遊戲。
與同為中村春菊所作之漫畫「世界第一初戀」享有共同世界。

## 概要
《純情羅曼史》內容分為三部分：
1. 《純情羅曼史》－著名小說家宇佐見秋彥和平凡的大學生高橋美咲，一段甜蜜蜜的愛情。
2. 《自我中心純情》－助理教授上條弘樹和將來要當醫師的草間野分所迸出的一段既甜蜜又痛苦的戀愛故事。
3. 《純情恐怖分子》－大學教授宮城庸和其院長之兒子高槻忍有點交錯複雜的故事。

此漫畫的總銷量目前己超過1500萬冊，在同類型的漫畫作品裏可說是異數。

此系列的改編小說《純愛羅曼史》和《自我中心純愛》聲稱是「把漫畫主角之一創作的妄想小說搬到現實來」的小說。

## 角色介紹

### 純情羅曼史
高橋美咲（Takahashi Misaki，聲：櫻井孝宏）
生日：8月18日（獅子座） 身高：168cm 體重：54kg
在故事開始時為18歲，目前22歲。
8歲時父母車禍雙亡，由哥哥一手帶大，是個聽話的小孩，認為雙親的死亡是自己的錯，因此不喜歡給人添麻煩。
M大（動畫版為三橋大學，動畫中畫的是實際存在的一橋大學校舍）經濟系學生。
目前面試丸川書店成功後，獲得內定。
高中時成績並不是很好，為了哥哥想上M大，於是美咲的哥哥便請宇佐見秋彥擔任美咲的家教。
初次拜訪秋彥時，因意外發現自己的哥哥被寫進秋彥的BL小說裡，所以對秋彥的第一印象很差。
原本兩人個性不合，但之後日久生情愛上秋彥，秋彥失戀時還替他痛哭一場，此後與秋彥熱戀中。
之後因為哥哥調職至大阪而寄住在秋彥家至今。
個性隨和，富有活力，家務全能，且因為要抵銷寄住在秋彥家的房租，負擔秋彥家中所有家事。
很會做飯、做點心，曾做過蛋糕城，後來因此和宇佐見薰子成為朋友。
擁有宇佐見荷爾蒙。
是漫畫The☆漢的忠實粉絲。
曾在伊集院響(The☆漢的漫畫家)低潮時鼓舞了他，之後便被伊集院響愛上了。
宇佐見秋彥（Usami Akihiko，聲：花田光／佐藤利奈（少年））
生日：3月3日（雙魚座） 身高：181cm 體重：70kg
一開始為28歲，目前是32歲。
暱稱是小兔（美咲稱小兔老師），是舊財閥宇佐見集團的次男，來自英國的歸國子女，T大（動畫中為帝都大學）法律系第一名畢業後，是最年少的直森獎獲獎者，是一位獲得多個獎項的著名小說家。
另一個筆名為秋川彌生，BL小說專用。
曾經喜歡過高橋孝浩，美咲的哥哥，但孝浩並不知情，後來孝浩結婚了，美咲卻為此事向秋彥道歉還為他痛哭一場，此後便和美咲熱戀中。
孝浩的兒子出生後，便拜託秋彥為他取名字，美咲為此打算向哥哥為秋彥拒絕此事，但此時秋彥已不在意了，並將小孩命名為真浩，但是秋彥依然對真浩有敵意，藉口說他實在無法應付靠本能行動的生物，因此被美咲吐槽。
被美咲開玩笑的說中有一個完全不回家的爸爸，和一位放棄照顧小孩的媽媽，還有個關係惡劣、同父異母的哥哥，在虛偽夫妻的家庭中一個人孤孤單單的長大，小時候喜歡在倉庫中寫小說。
雖然沉默寡言卻還是有上條弘樹這位青梅竹馬，和一輛紅色跑車、名叫亞歷山大的長毛犬、一隻叫小玉的貓和被取名為鈴木先生的小熊玩偶。
個性有些強勢、有些怪異，很嚮往平凡的家庭生活，但不會做家務，此外非常喜愛熊製品，家中甚至有專門收藏熊的房間，也經常被親戚以熊收買。
在旁人眼中看似冷漠難以親近，但實際上非常害怕寂寞。非常重視、珍惜美咲。
高橋孝浩（Takahashi Takahiro，聲：谷山紀章）
高橋美咲的哥哥。
在18歲時父母雙亡，為了照顧8歲的弟弟放棄上M大經濟學系的機會。
和宇佐見秋彥是從高中相識的朋友，被小兔喜歡了十年卻不知情。
和梶原真奈美結婚後被調職到大阪，曾要美咲搬來和他們住希望他能夠體驗家庭的感覺，但最後美咲拒絕搬過去。
高橋真奈美（Takahashi Manami，聲：橋本久美子）
高橋孝浩妻。
原姓梶原。
兩人育有一子－高橋真浩。

高橋真浩（聲：山崎ゆう子）
名字為秋彥所取。
角圭一（Sumi Keiichi，聲：千葉一伸）
著名小說家角遼一的兒子，是美咲在M大經濟學系的學長。
認為小說是「把自己腦袋胡亂想的垃圾，全都丟給別人」的東西，但每次看到小兔所寫的小說會不禁流下眼淚。
當美咲以為自己會被排擠四年時，角學長出現了，兩人的友誼就此開始。
表面上很討厭小兔，但事實上是喜歡到不行，還曾要美咲把小兔讓給他。
藤堂進之介（Tōdō Shinnosuke，聲：羽多野涉）
三橋大學法學部學生，美咲罕有的朋友。
同樣是漫畫The☆漢的忠實粉絲，兩人亦因此而結交。
劍道部員，志願是當警官。
宇佐見春彥（Usami Haruhiko，聲：鳥海浩輔）
比秋彥大2歲的同父異母哥哥，感情惡劣。
曾與小兔爭奪過美咲，為此向美咲送去大量的草莓和櫻桃等，造成美咲的困擾。
聲稱喜歡美咲而想把他從秋彥手中搶過來。
於番外篇純情mix中提到，在母親忌日那天遇見了美咲，回憶起了過往，受到了美咲不經意的一些話影響，而在結尾，笑著向母親的墓前，在心裡告訴母親有關美咲的事。
雖然被美咲拒絕，但仍然對他抱有好感
宇佐見冬彥（Usami Fuyuhiko，聲：小杉十郎太）
於第2季登場。
秋彥與春彥的父親。
最初不要秋彥與美咲在一起而想拆散他們倆，認為美咲是麻煩的人物。
與美咲因地鐵、木雕熊相識，並不討厭美咲，但反對兩人交往。
後來秋彥、冬彥父子倆在為美咲的事情爭執時，因秋彥沒注意交通燈，差點為巴士所撞及。
訝於美咲能教訓秋彥，冬彥因此認可兩人交往，但他對秋彥所做的選擇並不看好。
井坂龍一郎（Isaka Ryuichiro，聲：森川智之）
丸川書店的董事，春彥的青梅竹馬，因此是秋彥從以前就熟識的友人。
和朝比奈薰為一對戀人（見純情羅曼史DVD特典漫畫或世界第一初戀第二季動畫第6集）。
表面上總是很不正經，但對朝比奈薰的感情卻非常認真。
朝比奈薰（Asahina Kaoru，聲：置鮎龍太郎）
井坂龍一郎的秘書兼監督者，牽制暴走時的井坂龍一郎。
和井坂龍一郎為一對戀人（見純情羅曼史DVD特典漫畫或世界第一初戀第二季動畫第6集）。
表面上總是很冷漠,其實比任何人還要珍惜龍一郎。
宇佐見薰子（Usami Kaoruko，聲：水樹奈奈）
於第2季第10話登場。
秋彥的表妹。
想當西點師傅。
對美咲有好感。
椎葉水樹（Shiiba Mizuki，聲：下野紘）
秋彥的堂弟。
宇佐見集團的綜合商社員，自美國短期歸訪日本時選擇借住在秋彥處。
對薰子有好感。
伊集院響（Ijuuin Kyō，聲：鄉田穗積）
高人氣漫畫The☆漢的作者。
當原稿壓力大時，想法就會極端負面。
龍一郎曾提起The☆漢是丸川旗下銷量數一數二的漫畫。
單身漢的他自我清理乾淨時，就還算是很有吸引力的男人。
其漫畫粉絲據說多數為女性。
世界第一初戀中也有登場。
美咲是其漫畫The☆漢粉絲，故視伊集院為偶像，他是在某次伊集院瀕臨為原稿壓力所壓垮時與之相遇，並激勵了他，隨後又在某次伊集院親筆簽名照的粉絲活動上抽中名額，之後陸續交換了電郵、電話號碼。
喜歡美咲，並已向他告白，但在宇佐見秋彥的施壓下以失敗告終。
與身為資深助手的柳瀨優（世界一初戀出場角色）以同為失戀的立場上有所共鳴、習慣與飲食口味也常相似。兩人在一次工作結束後的飯局中互相透漏都喜歡男性，並於當晚發生肉體上的關係，隔天早上伊集院即向柳瀨優告白並且被對方接受，兩人正式成為戀人關係。
雫石涼（Shizukuishi Ryō，聲：豐永利行）
丸川Jamp編輯部的編輯，伊集院的副責任編輯，較美咲高兩期的同事。
為The☆漢的超級粉絲，持有伊集院早期漫畫試作時珍稀的手製禮品。

### 自我中心純情（自我中心戀愛）
上條弘樹（Kamijou Hiroki，聲：伊藤健太郎／喜多村英梨（少年））
生日:11月22日（天蝎座）　血型：A型。
22歲→29歲。
研究所學生→大學助理教授。
通稱小弘（野分限定）。
在大學被通稱魔鬼上條
粗暴的純情少年。
和宇佐見秋彦是青梅竹馬並單戀著他，6年前曾經將秋彥蒙住雙眼並要他把自己當成高橋孝浩的替身並且發生過一次關係，在那之後痛苦不已、也明白自己沒有介入的空間而失戀。
爲失戀所苦而悲傷的弘樹遇見草間野分，因緣際會下變成草間野分的家庭教師，要幫助野分考取社會福利相關的大學。
某天秋彥突然拜訪，他的溫柔讓弘樹痛苦落淚，在場的野分衝動又直接的告白終於打動弘樹，兩人開始交往。
在小說版裡的名字為中條弘樹
草間野分（Kusama Nowaki，聲：神奈延年/白石涼子（少年））
身高:186cm 。
18歲→25歲。
國中畢業後開始打工→國立大學醫學院學生。
專一的沉默實行派。
剛出生就被丟棄在孤兒院門口，取名野分是因為據說被拋棄那天正刮著颱風（野分在日語中為秋天的疾風、有颱風之意）。
中學畢業即開始打工，並將微薄的薪水捐獻給孤兒院，並說將來要繼承孤兒院的工作。
第一次見到上條弘樹流淚即一見鍾情，死纏爛打要弘樹作他的家庭教師。
後因秋彥突來拜訪讓弘樹落淚的衝動下告白，即使代替宇佐見秋彥也無妨，後來還是順利交往。
自覺追不上弘樹的腳步，想成為能夠和弘樹站在同一水準之上，後來野分決定轉向醫科學習，並出國留學一年，此事成為後期大鬧一場的導火線。
在小說版裡的名字為風間野分
津森（聲：千葉進歩）
野分的前輩也是少數能了解野分的人，在K大附屬的醫院擔任小兒科醫師。討厭把個人情感帶入工作。原作中頭髮為茶色、動畫則是金黃色。

### 純情恐怖分子
高槻忍（Takatsuki Shinobu，聲：岸尾大輔）
生日:12月18日（射手座）
純情恐怖份子的主角，18歲高中生。
戀愛特攻隊體質。
三年前在圖書館外被不良份子勒索，被宮城庸解圍，爲此一見鍾情更認為是命運。
卻在下一刻發現宮城庸是姐姐未來的丈夫，因失戀而認為命運遭受詛咒、大受打擊跑到澳大利亞留學。
知道宮城庸和姐姐理沙子離婚後，認為這一切是因為命運所致，回國努力追求宮城庸。
於純情羅曼史第16卷OVA中得知不喜歡別人說他是小孩子或說他可愛。
宮城庸（Miyagi You，聲：井上和彥）
生日:5月31日（雙子座）
純情恐怖分子的主角，35歲。
不幸體質。
是M大（動畫版更改為三橋大學）文學系的教授，和文學院院長的女兒高槻理沙子結婚，後因理沙子另結新歡離家出走而離婚。
喜歡捉弄弘樹，曾在動畫第一季第六集想強吻弘樹。
高中時期愛上學校教古文的女老師，後來老師病逝，對這段感情一直無法忘懷，也無法好好重新開始一段感情。
面對忍的告白一直當作是兒戲，卻在不知不覺中也開始認真起來…...
甚至因為忍的出現把一直沒法忘記對老師長久以來的感情放棄。
老師（聲：增田由紀）
是宮城庸高中時期教古文的女老師，後來因故辭職。
面對宮城的追求一度感到棘手，和宮城之間的戀情也因為病逝而結束。

## 出版書籍

### 漫畫
| 集數 | KADOKAWA       | KADOKAWA                                                   | 台灣角川       | 台灣角川               |
| 集數 | 發售日期       | ISBN                                                       | 發售日期       | ISBN                   |
| ---- | -------------- | ---------------------------------------------------------- | -------------- | ---------------------- |
| 1    | 2003年5月29日  | ISBN 978-4-04-853606-6                                     | 2004年4月16日  | ISBN 978-986-766-476-1 |
| 2    | 2003年11月27日 | ISBN 978-4-04-853702-5                                     | 2004年9月8日   | ISBN 978-986-742-713-7 |
| 3    | 2004年5月28日  | ISBN 978-4-04-853748-3                                     | 2005年1月28日  | ISBN 978-986-742-799-1 |
| 4    | 2004年10月28日 | ISBN 978-4-04-853778-0                                     | 2005年7月21日  | ISBN 978-986-729-980-2 |
| 5    | 2005年4月27日  | ISBN 978-4-04-853848-0                                     | 2006年4月28日  | ISBN 978-986-174-060-7 |
| 6    | 2005年10月28日 | ISBN 978-4-04-853907-4                                     | 2006年8月14日  | ISBN 978-986-174-141-3 |
| 7    | 2006年4月27日  | ISBN 978-4-04-853953-1                                     | 2006年11月14日 | ISBN 978-986-174-194-9 |
| 8    | 2007年1月29日  | ISBN 978-4-04-854072-8                                     | 2007年7月31日  | ISBN 978-986-174-413-1 |
| 9    | 2007年10月30日 | ISBN 978-4-04-854137-4                                     | 2008年5月25日  | ISBN 978-986-174-651-7 |
| 10   | 2008年3月14日  | ISBN 978-4-04-854163-3（限定版）                           | 2008年9月17日  | ISBN 978-986-174-813-9 |
| 10   | 2008年3月28日  | ISBN 978-4-04-854162-6                                     | 2008年9月17日  | ISBN 978-986-174-813-9 |
| 11   | 2008年11月28日 | ISBN 978-4-04-854270-8                                     | 2009年12月17日 | ISBN 978-986-237-381-1 |
| 12   | 2009年8月27日  | ISBN 978-4-04-854362-0                                     | 2010年10月29日 | ISBN 978-986-237-815-1 |
| 13   | 2010年6月28日  | ISBN 978-4-04-854489-4                                     | 2011年10月22日 | ISBN 978-986-287-357-1 |
| 14   | 2011年4月26日  | ISBN 978-4-04-854628-7                                     | 2012年8月15日  | ISBN 978-986-287-727-2 |
| 15   | 2012年4月26日  | ISBN 978-4-04-120226-5                                     | 2013年9月18日  | ISBN 978-986-325-388-4 |
| 16   | 2012年12月20日 | ISBN 978-4-04-120269-2（DVD限定版）                        | 2014年10月9日  | ISBN 978-986-366-015-6 |
| 16   | 2012年12月27日 | ISBN 978-4-04-120548-8                                     | 2014年10月9日  | ISBN 978-986-366-015-6 |
| 17   | 2013年8月29日  | ISBN 978-4-04-120863-2                                     | 2015年5月13日  | ISBN 978-986-366-347-8 |
| 18   | 2014年8月1日   | ISBN 978-4-04-101893-4                                     | 2016年7月20日  | ISBN 978-986-366-787-2 |
| 19   | 2015年7月1日   | ISBN 978-4-04-103124-7（限定版） ISBN 978-4-04-103123-0    | 2017年3月23日  | ISBN 978-986-473-576-1 |
| 20   | 2015年12月1日  | ISBN 978-4-04-103321-0（DVD限定版） ISBN 978-4-04-103320-3 | 2017年9月28日  | ISBN 978-986-473-903-5 |
| 21   | 2016年9月1日   | ISBN 978-4-04-104272-4                                     | 2018年4月18日  | ISBN 978-957-564-154-2 |
| 22   | 2017年12月28日 | ISBN 978-4-04-106076-6（限定版） ISBN 978-4-04-106077-3    | 2019年6月6日   | ISBN 978-957-743-029-8 |
| 23   | 2018年9月1日   | ISBN 978-4-04-107269-1（限定版） ISBN 978-4-04-107270-7    | 2020年2月17日  | ISBN 978-957-743-483-8 |
| 24   | 2019年8月30日  | ISBN 978-4-04-108604-9                                     | 2021年4月22日  | ISBN 978-986-524-351-7 |
| 25   | 2020年9月1日   | ISBN 978-4-04-109804-2                                     | 2022年4月28日  | ISBN 978-626-321-369-2 |
| 26   | 2021年9月1日   | ISBN 978-4-04-111661-6                                     | 2023年5月18日  | ISBN 978-626-352-429-3 |
| 27   | 2022年9月1日   | ISBN 978-4-04-112837-4（限定版） ISBN 978-4-04-112838-1    | 2024年5月23日  | ISBN 978-626-378-970-8 |
| 28   | 2023年9月1日   | ISBN 978-4-04-113577-8                                     | 2025年6月26日  | ISBN 978-626-415-851-0 |
| 29   | 2024年8月30日  | ISBN 978-4-04-115005-4（特裝版） ISBN 978-4-04-115004-7    |                |                        |

### 輕小說
| 集數 | KADOKAWA       | KADOKAWA               | 台灣角川       | 台灣角川               |
| 集數 | 發售日期       | ISBN                   | 發售日期       | ISBN                   |
| ---- | -------------- | ---------------------- | -------------- | ---------------------- |
| 1    | 2004年10月30日 | ISBN 978-4-04-445513-2 | 2005年12月30日 | ISBN 978-986-718-987-5 |
| 2    | 2005年3月31日  | ISBN 978-4-04-445516-3 | 2006年7月28日  | ISBN 978-986-174-066-9 |
| 3    | 2005年9月30日  | ISBN 978-4-04-445520-0 | 2006年8月24日  | ISBN 978-986-174-131-4 |
| 4    | 2006年9月30日  | ISBN 978-4-04-445526-2 | 2008年7月24日  | ISBN 978-986-174-393-6 |
| 5    | 2007年1月31日  | ISBN 978-4-04-445529-3 | 2008年9月3日   | ISBN 978-986-174-499-5 |
| 6    | 2008年9月30日  | ISBN 978-4-04-445538-5 | 2009年10月7日  | ISBN 978-986-237-048-3 |
| 7    | 2012年3月31日  | ISBN 978-4-04-100217-9 | 2013年8月28日  | ISBN 978-986-325-305-1 |
| 8    | 2015年8月1日   | ISBN 978-4-04-103296-1 |                |                        |

## 電視動畫
同名電視動畫於2007年宣佈開始製作，於2008年4月開始播放。
第二季電視動畫則於2008年10月開始播放，片尾插圖由中村春菊擔任，動畫風景製作則使用實景照片。
相隔6年之後，於2014年7月宣布決定製作第3季，2015年7月開始播放。

### 主題曲
第一季
- 主題曲：

作詞、作曲：、主唱：pigstar
- 片尾曲：「ベイビーロマンチカ 」

作詞：、作曲：佐佐木收、編曲、主唱：SCRIPT
第二季
- 主題曲：

主唱：pigstar
- 片尾曲：「相生（日語：アイオイ）」

主唱：JUNED
第三季
- 主題曲：「Innocent Graffiti」

主唱：Fo'xTails
- 片尾曲：「不變的天空（日語：変わらない空）」

主唱：ラックライフ

### 各話標題
| 話數   | 日文標題 | 中文標題             | 腳本       | 分鏡         | 演出         | 作畫監督                     | 總作畫監督                        |
| 第一季 | 第一季   | 第一季               | 第一季     | 第一季       | 第一季       | 第一季                       | 第一季                            |
| ------ | -------- | -------------------- | ---------- | ------------ | ------------ | ---------------------------- | --------------------------------- |
| 第1話  |          | 事實比小說還離奇     | 中瀬理香   | 今千秋       | 今千秋       | 菊地洋子                     | 菊地洋子                          |
| 第2話  |          | 後悔莫及             | 中瀬理香   | せとーけんじ | せとーけんじ | 高橋敦子                     | 菊地洋子                          |
| 第3話  |          | 有求必應             | 中瀬理香   | 渡邊正樹     | 吉田俊司     | 番由紀子 安田京弘            | 菊地洋子                          |
| 第4話  |          | 船到橋頭自然直       | 中村能子   | 櫻野生衣     | 笠井信兒     | 青木真理子                   | 菊地洋子                          |
| 第5話  |          | 合者離之始           | 中瀬理香   | 藤原良二     | 岡嶋国敏     | 飯塚晴子 金順淵              | 菊地洋子                          |
| 第6話  |          | 轉禍為福             | 中村能子   | 藤原良二     | 磨積良亞澄   | 山本佐和子                   | 菊地洋子                          |
| 第7話  |          | 玉不琢 不成器        | 中瀬理香   | 藤原良二     | 神保昌登     | 胡陽樹                       | 菊地洋子 飯塚晴子                 |
| 第8話  |          | 出門在外 不怕見怪    | 中村能子   | せとーけんじ | せとーけんじ | 門智昭                       | 菊地洋子 飯塚晴子                 |
| 第9話  |          | 好心有好報           | 中村能子   | 藤原良二     | 吉田俊司     | 高橋敦子                     | 菊地洋子 飯塚晴子                 |
| 第10話 |          | 少年要胸懷大志       | 横手美智子 | 名村英敏     | 笠井信兒     | 青木真理子                   | 菊地洋子 飯塚晴子                 |
| 第11話 |          | 好者能精             | 横手美智子 | 渡邊正樹     | 渡邊正樹     | 安田京弘 金順淵              | 菊地洋子 飯塚晴子                 |
| 第12話 |          | 萍水相逢亦是緣       | 中瀬理香   | 小瀧礼       | 岡嶋国敏     | 安田京弘 金順淵              | 菊地洋子 飯塚晴子                 |
| 第二季 |          |                      |            |              |              |                              |                                   |
| 第1話  |          | 有第一次就有第二次   | 中瀬理香   | 櫻野生衣     | 小田切警視   | 番由紀子 胡陽樹              | 菊地洋子 飯塚晴子                 |
| 第2話  |          | 有第二次就有第三次   | 横手美智子 | 藤原良二     | 神保昌登     | 門智昭                       | 菊地洋子 飯塚晴子                 |
| 第3話  |          | 第三次的坦率         | 中村能子   | 藤原良二     | 笠井信兒     | 青木真理子                   | 菊地洋子 飯塚晴子                 |
| 第4話  |          | 禍從口出             | 横手美智子 | 佐藤卓哉     | 渡邊正樹     | 秋山由樹子 金順淵            | 菊地洋子 飯塚晴子                 |
| 第5話  |          | 謊言裡的真實         | 中村能子   | 小瀧禮       | 中山敦史     | 八尋裕子                     | 菊地洋子 飯塚晴子                 |
| 第6話  |          | 百聞不如一見         | 中瀬理香   | 藤原良二     | 小林浩輔     | 山本佐和子 高橋敦子          | 菊地洋子 飯塚晴子                 |
| 第7話  |          | 好事多磨             | 中村能子   | 小瀧禮       | 吉田俊司     | 安田京弘 門智昭              | 菊地洋子 飯塚晴子                 |
| 第8話  |          | 戀愛在意料之外       | 横手美智子 | 藤原良二     | 今千秋       | 秋山由樹子                   | 菊地洋子 飯塚晴子                 |
| 第9話  |          | 一波未平 一波又起    | 中瀬理香   | 渡邊正樹     | 渡邊正樹     | 胡陽樹 金順淵                | 菊地洋子 飯塚晴子                 |
| 第10話 |          | 緣份另當別論         | 横手美智子 | 藤原良二     | 中山敦史     | 八尋裕子                     | 菊地洋子 飯塚晴子                 |
| 第11話 |          | 憎其罪 不憎其人      | 中村能子   | 藤原良二     | 高村雄太     | 山本佐和子 高橋敦子          | 菊地洋子 飯塚晴子                 |
| 第12話 |          | 結局好 一切都好      | 中瀬理香   | 小瀧禮       | 吉田俊司     | 番由紀子 安田京弘 菊地洋子   | 菊地洋子 飯塚晴子                 |
| 第三季 |          |                      |            |              |              |                              |                                   |
| 第1話  |          | 好事多磨             | 横手美智子 | 今千秋       | 今千秋       | 日下岳史 中本尚 山村俊了     | 菊地洋子 安田京弘                 |
| 第2話  |          | 人若無遠慮則必有近憂 | 横手美智子 | 宮崎修治     | 宮崎修治     | 伊藤智子 武本大介            | 菊地洋子 安田京弘 中本尚          |
| 第3話  |          | 千載難逢             | 横手美智子 | 藤原良二     | 川久保圭史   | 中山由美 古住千秋            | 菊地洋子 安田京弘 中本尚          |
| 第4話  |          | 心堅石穿             | 今千秋     | 今千秋       | 中村近世     | 近藤瑠依 桑島望              | 菊地洋子 安田京弘 中本尚          |
| 第5話  |          | 千里之行始於足下     | 横手美智子 | 伊勢昌弘     | 伊勢昌弘     | 手島典子 大塚八愛 清水勝祐   | 菊地洋子 安田京弘 中本尚          |
| 第6話  |          | 晴天霹靂             | 横手美智子 | 西本由紀夫   | 安藤貴史     | 佐藤陵 瀧原美樹 加藤万由子   | 中本尚                            |
| 第7話  |          | 當局者迷             | 今千秋     | ボブ白旗     | 加藤顯       | 伊藤智子 村上真紀 中本尚     | 安田京弘                          |
| 第8話  |          | 太過嫉妒 反受其害    | 今千秋     | 山崎貴       | 黑田幸生     | 森田實 半田大貴              | 中本尚 中村深雪                   |
| 第9話  |          | 水火不容             | 今千秋     | 福田道生     | 川久保圭史   | 中山由美 古住千秋 清水勝祐   | 安田京弘 中本尚                   |
| 第10話 |          | 一日不見 如隔三秋    | 今千秋     | 今千秋       | 安藤貴史     | 手島典子 大塚八愛 青木哲郎   | 中本尚 中村深雪                   |
| 第11話 |          | 為伊消得人憔悴       | 今千秋     | 高本宣弘     | 加藤顯       | 佐藤陵 本多みゆき 加藤萬由子 | 安田京弘                          |
| 第12話 |          | 有緣再相見           | 今千秋     | 西本由紀夫   | 門田英彦     | 伊藤智子 中山由美 古住千秋   | 菊地洋子 安田京弘 中本尚 中村深雪 |

### 播放電視台
日本深夜動畫：下文記載的日本国内播放時間使用日本標準時間（UTC+9）表示。因為部分時間标识會採用30小时制，因此請留意这类超过24:00的时间，其實際播放時間為翌日清晨。
| 播放地區 | 播放電視台   | 播放期間                     | 播放時間            | 播放區分      |
| 第一季   | 第一季       | 第一季                       | 第一季              | 第一季        |
| -------- | ------------ | ---------------------------- | ------------------- | ------------- |
| 福井縣   | 福井電視台   | 2008年4月10日－6月26日       | 星期四 25:20－25:50 | FNS           |
| 埼玉縣   | 埼玉電視台   | 2008年4月10日－6月26日       | 星期四 25:30－26:00 | 獨立UHF放送局 |
| 奈良縣   | 奈良電視台   | 2008年4月10日－6月26日       | 星期四 25:30－26:00 | 獨立UHF放送局 |
| 千葉縣   | 千葉電視台   | 2008年4月10日－6月26日       | 星期四 26:30－27:00 | 獨立UHF放送局 |
| 北海道   | TV北海道     | 2008年4月10日－6月26日       | 星期四 26:30－27:00 | TXN           |
| 京都府   | KBS京都      | 2008年4月11日－6月27日       | 星期五 26:00－26:30 | 獨立UHF放送局 |
| 長野縣   | 信越放送     | 2008年4月11日－6月27日       | 星期五 27:00－27:30 | JNN           |
| 岐阜縣   | 岐阜放送     | 2008年4月12日－6月28日       | 星期六 25:00－25:30 | 獨立UHF放送局 |
| 神奈川縣 | 神奈川電視台 | 2008年4月12日－6月28日       | 星期六 27:30－28:00 | 獨立UHF放送局 |
| 群馬縣   | 群馬電視台   | 2008年4月13日－6月29日       | 星期日 25:30－26:00 | 獨立UHF放送局 |
| 東京都   | TOKYO MX     | 2008年4月14日－6月30日       | 星期一 27:00－27:30 | 獨立UHF放送局 |
| 三重縣   | 三重電視台   | 2008年4月14日－6月30日       | 星期一 27:00－27:30 | 獨立UHF放送局 |
| 福岡縣   | TVQ九州放送  | 2008年4月16日－7月2日        | 星期三 27:00－27:30 | TXN           |
| 熊本縣   | 熊本電視台   | 2008年4月21日－7月7日        | 星期一 26:25－26:55 | JNN           |
| 全国放送 | BS日本       | 2008年5月5日－7月28日        | 星期五 27:30－28:00 | 衛星電視(BS)  |
| 全国放送 | AT-X         | 2009年5月1日－7月17日        | 星期五 8:00－8:30   | 衛星電視(CS)  |
| 第二季   |              |                              |                     |               |
| 神奈川縣 | 神奈川電視台 | 2008年10月11日－12月27日     | 星期六 25:00－25:30 | 獨立UHF放送局 |
| 岐阜縣   | 岐阜放送     | 2008年10月11日－12月27日     | 星期六 25:00－25:30 | 獨立UHF放送局 |
| 兵庫縣   | SUN電視台    | 2008年10月13日－12月29日     | 星期一 26:10－26:40 | 獨立UHF放送局 |
| 三重縣   | 三重電視台   | 2008年10月13日－12月29日     | 星期一 27:00－27:30 | 獨立UHF放送局 |
| 千葉縣   | 千葉電視台   | 2008年10月15日－12月31日     | 星期三 25:30－26:00 | 獨立UHF放送局 |
| 福岡縣   | TVQ九州放送  | 2008年10月15日－2009年1月7日 | 星期三 27:38－28:08 | TXN           |
| 埼玉縣   | 埼玉電視台   | 2008年10月16日－2009年1月1日 | 星期四 26:00－26:30 | 獨立UHF放送局 |
| 北海道   | 北海道電視台 | 2008年10月16日－2009年1月8日 | 星期四 26:30－27:00 | TXN           |
| 東京都   | TOKYO MX     | 2008年10月17日－2009年1月2日 | 星期五 26:00－26:30 | 獨立UHF放送局 |
| 第三季   |              |                              |                     |               |
| 東京都   | TOKYO MX     | 2015年7月8日－9月23日        | 星期三 25:05－25:35 | 獨立放送局    |
| 兵庫縣   | SUN電視台    | 2015年7月8日－9月23日        | 星期三 26:00－26:30 | 獨立放送局    |
| 全国放送 | AT-X         | 2015年7月10日－              | 星期五 23:30－24:00 | 衛星電視(CS)  |
| 神奈川縣 | 神奈川電視台 | 2015年7月12日－              | 星期日 24:30－25:00 | 獨立放送局    |
| 千葉縣   | 千葉電視台   | 2015年7月12日－              | 星期日 24:30－25:00 | 獨立放送局    |
| 埼玉縣   | 埼玉電視台   | 2015年7月12日－              | 星期日 24:30－25:00 | 獨立放送局    |
| 岐阜縣   | 岐阜放送     | 2015年7月13日－              | 星期三 25:00－25:30 | 獨立放送局    |
| 全国放送 | 日本BS放送   | 2015年7月13日－              | 星期三 27:00－27:30 | 衛星電視(BS)  |
| 三重縣   | 三重電視台   | 2015年7月14日－              | 星期三 26:20－26:50 | 獨立局        |
| 福岡縣   | TVQ九州放送  | 2015年7月14日－              | 星期三 27:05－27:35 | TXN           |

## 備注及參考資料
1. ↑  《純情羅曼史》於Studio DEEN的介紹頁 的存檔，存档日期2008-12-18.
2. ↑  《純愛羅曼史》於台灣角川的介紹頁 的存檔，存档日期2008-10-11.
3. ↑  《自我中心純愛》於台灣角川的介紹頁 的存檔，存档日期2008-10-11.
4. ↑  日語中，「小兔」的發音（うさぎ）（Usagi）和「宇佐見」（うさみ）（Usami）發音相近。
5. 1 2 3 4   (Youtube). 東京: 角川書店.  事件发生在 114s. 2015年4月30日  [2015年5月7日]. （原始内容存档于2020年8月20日）.
6. ↑  . goo動畫. 2007-09-12  [2008-08-31]. （原始内容存档于2008-12-11）.
7. ↑  . hobby-channel. 2008-03-04  [2008-08-31]. （原始内容存档于2008-09-17）.
8. ↑  . 動畫Newtype Channel. 2008-07-28  [2008-08-31].[永久]
9. 出自新約聖經馬太福音7：7

## 外部連結
- （日語）《純情羅曼史》動畫官方網站 （页面存档备份，存于）
- （日語）連載雜誌《CIEL Tres Tres》官方網站
- （日語）《純情羅曼史》Web Radio於animate.tv的介紹頁 （页面存档备份，存于）
- （日語）《純情羅曼史》遊戲官方網站 （页面存档备份，存于）
- （英文）BLUmanga－英文版漫畫官方網站